# Enric Madriguera i Rodon
Enric Madriguera i Rodon (Barcelona, 17 de febrer del 1902 – Danbury (Connecticut) EUA, 7 de setembre del 1973) va ser violinista i compositor, amb una dilatada carrera musical als Estats Units dirigint la formació Enric Madriguera and his Orchestra.

## Biografia
Germà de la pianista i compositora Paquita Madriguera. Estudià violí, composició i arranjament al Conservatori del Liceu de Barcelona i completà la seva formació estudiant violí amb Joan Manén i Planas. Als 7 anys feu la seva primera actuació i als 14 anys obtingué grans èxits en un viatge artístic als EUA (1916), amb actuacions com a solista amb les orquestres simfòniques de Boston i Chicago. Establert a Nova York, on la seva mare, la seva germana i ell visqueren amb l'Anaïs Nin i la seva família, l'Enric fou becat per l'Aeolian Company, que li permeté estudiar amb Leopold Auer, Jascha Heifetz, Mischa Elman i Efrem Zimbalist. El 1924 parà a l'Havana, Cuba, amb un concert amb Pau Casals, Joan Manén i l'Orquesta Filarmónica de Cuba. Poc després, per un desafortunat accident es trencà el dit petit de la mà esquerra, cosa que l'impedí de prosseguir la seva carrera de violinista; de resultes, es dedicà a la composició i a la direcció artística.
En una estada a Colòmbia treballà com a director musical de la subsidiària de Columbia Records; més tard, treballaria a la seva casa mare, als EUA (vegis l'apartat "Enregistraments de discos"), i sembla que aquesta experiència li despertà l'interès per la música de ball, especialment els ritmes llatinoamericans. De Colòmbia passà a Cuba, on dirigí l'Orquestra del Casino de la Habana durant diverses temporades hivernals.

## Enric Madriguera and his Orchestra
Establert a Nova York, el 1929 hi fundà l'Enric Madriguera and his Orchestra, que fou una de les formacions de música llatina més importants de la ciutat en els anys trenta, a un nivell similar a l'Orquesta Siboney i a la de Xavier Cugat, amb la que es repartia els hotels més prestigiosos (el 1931, Madriguera tocava al Waldorf-Astoria amb una formació integrada per disset músics). La de Madriguera va ser una de les primeres Big Bands que donà a conèixer als EUA les músiques cubana i llatino-americana amb la introducció i/o popularització de la rumba, el danzón, el tango, la conga i les guarachas, tot adaptant-les per fer-les més properes al gust estatudinenc de l'època.
Plena de grans músics, membres de la seva orquestra foren Patricia Gilmore (cantant, i esposa seva), Nilo Menéndez (pianista), Carmen Cavallaro (pianista), Helen Ward (1933, cantant), Tito Rodríguez (cantà i tocà els bongos el 1941), Jane Greer (<1943, cantà en una temporada que l'Orquestra s'estigué al Club del Rio de Washinton), Joe Loco (pianista), René Touzet (1945-1946, pianista).
Altres membres de l'orquestra foren:
- Bob Lido[9]
- Joe Valle[10]
- "Moncho" Usera[11]
- Dioris Valladares[12]
- Cuso Mendoza (cantant)[13]
- Luisito Benjamín (pianista)[14]
- Héctor Rivera (cantant)[15]

Un contracte per fer diverses actuacions a l'hotel Biltmore permeté augmentar la seva fama, gràcies a les transmissions que en feu l'emissora Remote Radio. Madriguera, que cantà i exercí d'instrumentista a la seva orquestra, també dirigí conjunts musicals a hotels com el Weylin i el Commodore, clubs nocturns i sales de festes de Nova York, Washington, Las Vegas i Hollywood, i al llarg de quinze anys tocà en programes radiofònics de la CBS (This is Hollywood 1946) i NBC (Hollywood's open house 1947-1948), WCBS i WOR. L'orquestra d'Enric Madriguera es dissolgué a començaments dels anys 50, quan l'era de les Big Band ja era a les acaballes.

## Enregistraments de discos
A banda del ja esmentat pas per la filial colombiana de Columbia Records, a partir de 1927, i ja establert a Nova York, Enric Madriguera dirigí la secció llatino-americana de la casa de discos Brunswick, per passar el 1928 a ocupar el mateix càrrec a la Columbia. Amb aquest segell, o amb una gran diversitat d'altres, Madriguera va gravar gran quantitat de discos amb la seva orquestra o amb altres grups. Les gravacions aparegueren als Estats Units, en el format anomenat disc de pedra, de 78 r.p.m. (revolucions per minut), així com en el de 33 1/3. Treballà amb els segells Columbia (1931-1940), Vocalion (1931), Brunswick (1932), Victor (1935-1942), Varsity (en data indeterminada), Elite (1940), Associated Music Publishers (1940), Associated Recorded Program Service (1943), Majestic, Vogue Picture Records (1946-1947, amb uns curiosos discos amb fotografia impresa que han esdevingut peces de col·leccionista), National (1947), Decca (1947-1948), Capitol (a finals dels 40), Royale (1951) i Educational Dance Recordings (1954), entre d'altres. També intervingué amb la seva orquestra en la pel·lícula The Thrill of Brazil (1946). L'aportació d'Enric Madriguera a la divulgació de la música popular llatina fou reconeguda per vint-i-un ambaixadors de centre i Sud-amèrica, que el declararen "Ambaixador musical de les Amèriques".
Alguns dels seus discos foren editats també a l'estat espanyol per la casa Odeón, de Barcelona (Es fácil de recordar, El fantasma de la rumba, El Nango, 1940, El cantor cubano, 1943). Modernament, algunes de les seves antigues gravacions han estat reeditades en CD.
A començaments dels 60, quan la carrera americana de Madriguera estava en un punt baix, el seu amic Xavier Cugat l'aconsellà que tornés a Barcelona, on constituí una orquestra i gravà un disc. Més endavant (>1965), però, tornà a Amèrica. Enric Madriguera apareix citat als diaris d'Anaïs Nin a causa de l'amistat que unia les famílies Nin i Madriguera.
En un programa de ràdio del 1951, s'esmenta que Enric Madriguera i Patricia Gilmore tenen dues filles, Lalia i Maria i un fill Enric F. Madriguera. . Lali Gilmore Madriguera, o Lalia Madriguera escrigué, produí i dirigí molts documentals a la Connecticut Public Television i, ja pel seu compte, Phobias ...overcoming the fear sobre teràpia de les fòbies (1991, Premi Emmy), Vampires in New England (1995) i Speaking with your angels (1996). A banda, exerceix com a cantant, tant solista com amb el seu propi conjunt; recentment (novembre del 2006) ha presentat a Broadway el seu concert From Swing to Samba d'homenatge al seu pare.
Enric F. Madriguera és catedràtic i director del departament de guitarra de la Universitat de Texas, i exerceix com a concertista, teòric i professor de guitarra (>1981 i fins a l'actualitat). Ocasionalment va formar el Duo Madriguera amb la seva finada esposa Sabine, .

## Obres
D'entre la gran quantitat de ballables que compongué, en remarquem alguns, encapçalats per Adiós, la seva peça més coneguda i versionada.
- Adiós (1931), peça amb formats de fox-trot, rumba, bolero, txa-txa-txa i tango, amb lletra d'Eddie Woods. Interpretada amb gran èxit per l'orquestra d'Enric Madriguera, també fou un èxit de la Glenn Miller Orchestra el 1941, i ha estat interpretada per molts altres conjunts i músics (incloent-hi Tete Montoliu). En el seu moment, Adiós va rebre el guardó de Most Famous Song, i la peça ha aparegut a diverses pel·lícules, entre les quals The Glenn Miller Story (1953).
- Alhambra
- Amor prohibido= Forbidden Love (1932), lletra (anglesa?) de Sam M. Lewis
- At the Mardi Gras (1941), coescrita amb Maximiliano Sánchez
- Barcelona
- Cordoba, amb lletra d'Eddie Woods i Reg Connelly
- Costa Brava
- The Cuban Yodeler = El cantor cubano, rumba
- Fantasía malagueña
- Flowers of Spain
- Follies of Spain, ballet
- The Language of Love
- Mallorca nocturnal
- The Mambo Craze
- The Moor and the gypsy; a Spanish-Moorish zarzuela-ballet (1965), sarsuela amb lletra i música d'Enric Madriguera
- Minute samba = Samba del minuto (1946), lletra i música de Madriguera
- Montevideo (1951), pas-doble, lletra i música de Madriguera
- Mucho dinero (1946), amb Albert Gamse
- Noche de luna en Río = Magic Moon in Rio (1943), lletra (anglesa?) d'Allan Roberts
- On the isle of you (1941), beguine
- One night in Brazil, samba
- The Pan American Way (1940), conga
- Para qué me voy a lamentar (1930)
- La Rumbita Tropical (1946), signada amb el segon cognom Rodón, juntament amb Albert Gamse, Novarro i Fortunato
- The Spanish in my eyes, amb lletra de Walter G. Samuels
- Take It Away = Tómalo tu (1945), rumba amb lletra d'Albert Gamse
- Volando hacia Río de Janeiro
- With the Strings of my Heart (1944), lletra de Victor Herbert

- Song of India = Canción india, conga amb música de Rimski-Kórsakov arranjada per Enric Madriguera

## Filmografia
- Enric Madriguera and His Orchestra (1938), dirigida per Lloyd French. Curt-metragte pertanyent a la col·lecció Melody Masters
- Enric Madriguera and His Orchestra (1942), curt-metratge pertanyent a la col·lecció RKO Jamborees
- The Thrill of Brazil (1946), dirigida per S. Sylvan Simon, música co-escrita per Enric Madriguera amb Rafael Duchesne i Albert Gamse. Conté (entre altres) la Minute samba

## Arxius de so
- Tico, tico versionat per Enric Madriguera & his orchestra